# Monsters (série télévisée)
Pour les articles homonymes, voir Monsters.
Monsters est une série télévisée d'horreur et fantastique américaine en 72 épisodes de 25 minutes, trois saisons de 24 épisodes. Elle est créée par Richard P. Rubinstein et Mitchell Galin et diffusée aux États-Unis en syndication entre le 1er octobre 1988 et le 1er avril 1991. 
Elle est inédite en France.

## Synopsis
Monsters est une anthologie de courts-métrages fantastiques présentant chacun un monstre différent. Chaque épisode commence par une famille de monstres (une mère et une fille à l'apparence de cyclopes et un père avec une patte de crustacé et un corps boursouflé) qui regardent la série à la télévision.